# П'єр де Ронсар
 П'єр де Ронса́р  (фр. Pierre de Ronsard; 11 вересня 1524, замок Ла-Поссоньєр, Вандомуа — 27 грудня 1585, абатство Сен-Ком, біля міста Тур) — французький поет XVI століття. Очолював поетичне об'єднання «Плеяда», що стояло на засадах збагачення національної літератури надбанням і здобутками літератур Стародавньої Греції та Риму.
На честь поета названа Ронсарова строфа.

## Біографія

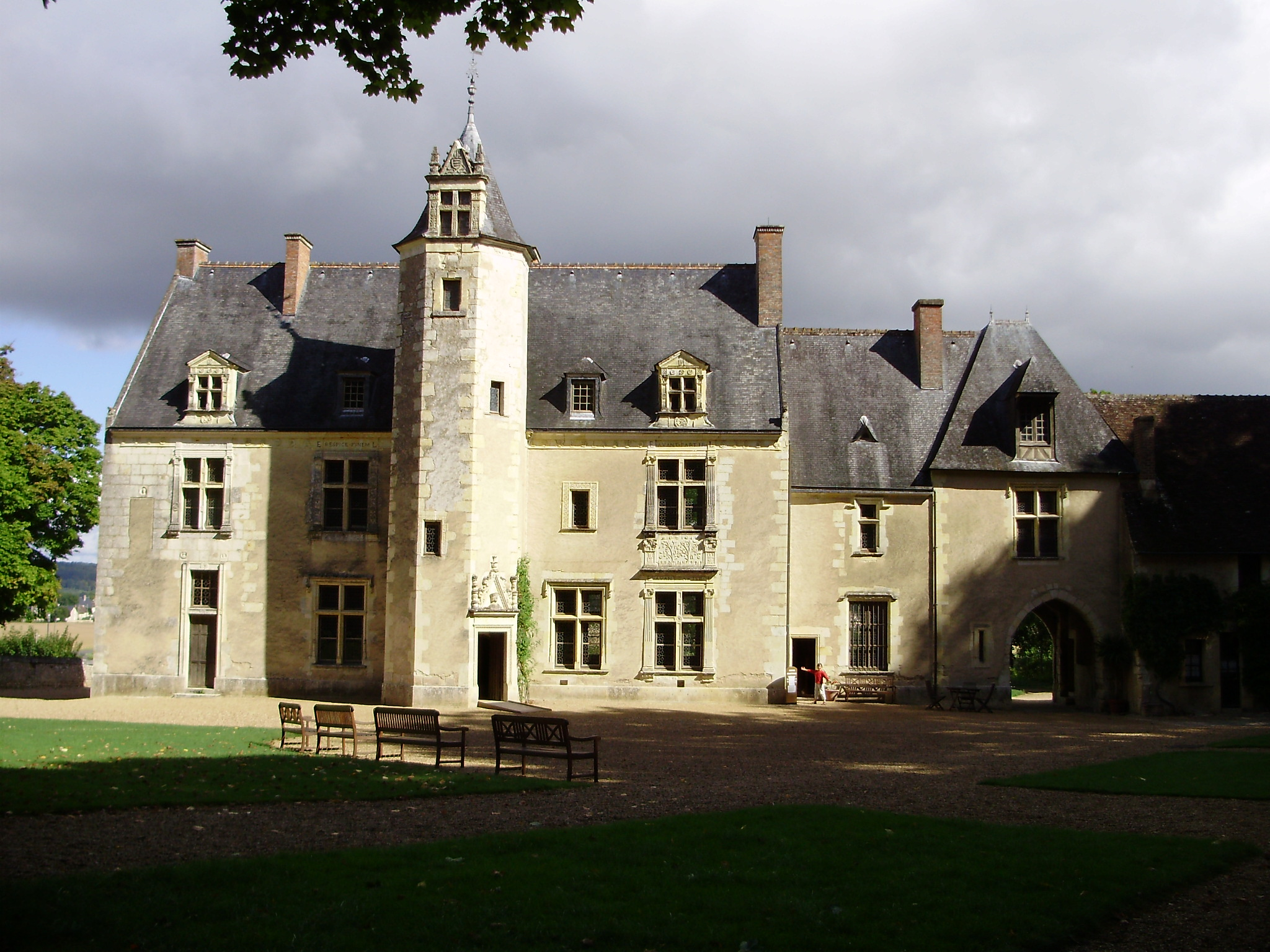
Манор де ла Поссоньєр, будинок Ронсара

П'єр де Ронсар народився в Манорі де ла Поссоньєр, у селі Куатюр-сюр-Луар, Вандомуа (у сучасному Луар і Шері). Бодуен де Ронсар або Россар був засновником французької гілки роду і зробив свій внесок на ранніх етапах Столітньої війни. Батьком поета був Луї де Ронсар, а матір'ю — Жанна де Шодрьє, яка походила з шляхетної та впливової родини. П'єр був наймолодшим сином. Луї де Ронсар був метр д'отель дю руа при Франциску I, чий полон після Павії щойно було полегшено за угодою, і який змушений був залишити дім невдовзі після народження П'єра. Майбутній поет здобував освіту вдома в перші роки життя і був відправлений до Колеж де Наварр у Парижі у дев'ять років. Коли Мадлен Французька одружилась з Яковом V Шотландським, Ронсар став пажем при шотландському дворі, де надихнувся на створення французьких народних перекладів класичних авторів. Через рік після смерті королеви він повернувся до Франції, подорожуючи через Англію. Подальші подорожі привели його до Фландрії, Голландії і знову, на короткий час, до Шотландії, на дипломатичні місії з Клодом д'Юмьєром, сеньйором Лассіньї. Потім він став секретарем свити Лазара де Баїф, батька його майбутнього колеги в Плеяді і супутника на цьому етапі, Антуана де Баїфа, на засіданні в Шпайєрі. Згодом він приєднався до оточення кардинала дю Белле-Ланге; період його відомої сварки з Франсуа Рабле припадає на цей час.
Гонитва за насолодами призвела до захворювання на сифіліс, ускладненням стала глухота. Перший вірш був надрукований у 1547 році. Після повернення з Шотландії посів посаду надвірного поета короля Генріха ІІ. Після смерті молодого короля Карла ІХ у був в опалі і його надвірна кар'єра закінчилася.

## Навчання

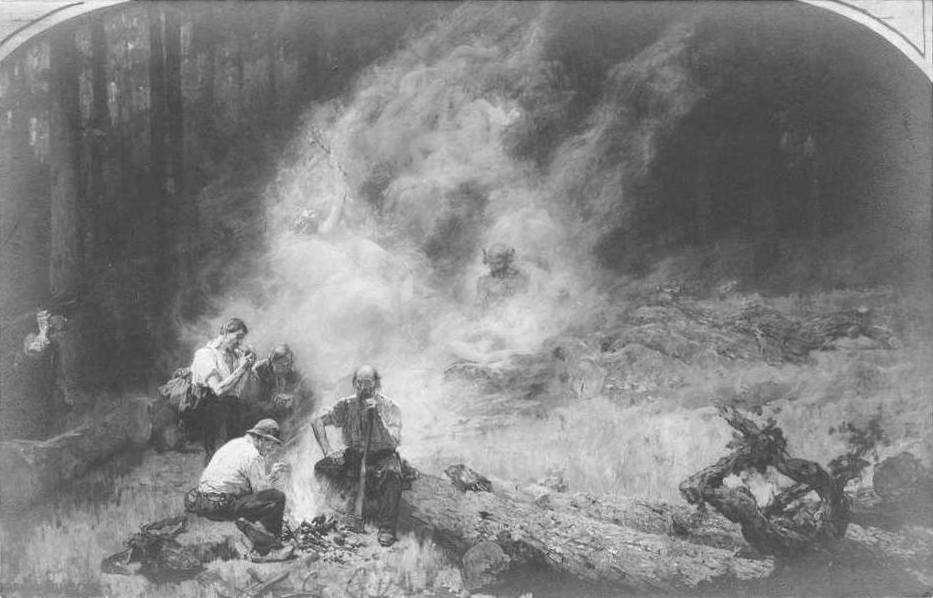
Видіння в диму: Les bourreaux des bois Ґабрієля Ґуая (1909), натхненний Елегіями, XXIV, "Проти дроворубів лісу Ґастіне"

Його багатообіцяюча дипломатична кар'єра була перервана нападом глухоти після візиту 1540 року до Ельзасу, який жоден лікар не зміг вилікувати; відтоді він вирішив присвятити себе навчанню. Серед численних шкіл і коледжів Парижа він обрав Колеж Кокере, керівником якого був Жан Дора — згодом "темна зірка" (як його назвали через мовчазність у французькій мові), який вже був знайомий з Ронсаром як колишній вихователь у родині Байфа. Антуан де Баїф, учень Дора, супроводжував Ронсара; Ремі Белло невдовзі приєднався; Жоашен дю Белле, другий з семи, приєднався не набагато пізніше. Муре (Марк Антуан де Мюре), великий вчений і який отримав завдяки його латинським п'єсам великий вплив у створенні французької трагедії, також тут був студентом.
Період навчання Ронсара тривав сім років, і перший маніфест нового літературного руху, який мав застосувати до народної мови принципи критики та вченості, засвоєні з класики, походив не від нього, а від дю Белле. Défense et illustration de la langue française останнього з'явився у 1549 році, і Плеяду (або Бриґаду, як її спочатку називали) можна вважати започаткованою. Вона складалася, як випливає з її назви, з семи письменників, імена яких інколи перелічуються по-різному, хоча канон поза сумнівом складається з Ронсара, дю Белле, Байфа, Белло, Понтюса де Тьяра , Жоделя-драматурга і Дора. Власна робота Ронсара з'явилася трохи пізніше, і сучасники розповідали досить байдужу історію про трюк дю Белле, який нарешті змусив його опублікуватися. Деякі окремі та другорядні твори, епіталамій на честь Антуана де Бурбона і Жанни де Наварри (1550), "Hymne de la France" (1549), "Ode a la Paix", передували публікації у 1550 році перших чотирьох книг ("перших" — характерно і варто уваги) Odes de Pierre de Ronsard.
Далі у 1552 році була опублікована його Amours de Cassandre з п'ятою книгою Odes, присвячена 15-річній Кассандрі Сальвіаті, яку він зустрів у Блуа і за якою пішов до замку її батька Шато-де-Тальсі. Ці книги викликали люту літературну сварку. Маро вже помер, але залишив численних послідовників, деякі з яких побачили в суворій літературній критиці Плеяди, у відкритій зневазі до суто розмовних і середньовічних форм, у наполегливій пораді французькій поезії "наслідувати античних", і так далі, образу на адресу Маро - автора Adolescence Clémentine та його школи.

## Слава

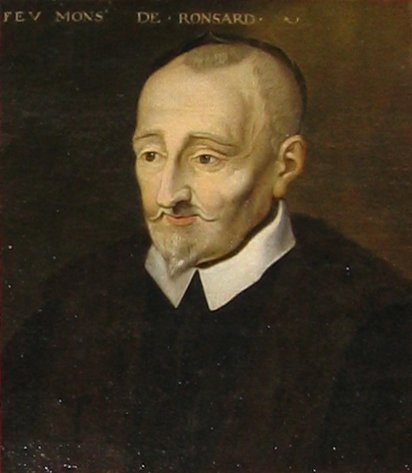
П'єр де Ронсар

Його популярність за життя була величезною і миттєвою, а процвітання — неперервним. Він опублікував свої Гімни, присвячені Маргариті де Валуа, у 1555 році; завершення Кохання, адресоване іншій героїні, у 1556 році; а потім збірку Повних творів, яка, за твердженням, була створена на запрошення Марії Стюарт, королеви Франциска II, у 1560 році; з Елегіями, маскарадами та пасторалями у 1565 році. Того ж року з'явився його найважливіший і найцікавіший Скорочений посібник з французької поетики. 
Часта зміна монархів не зашкодила Ронсарові. Карл IX, король Франції, який успадкував престол від брата після дуже короткого часу, ставився до нього навіть краще, ніж Генріх і Франциск. Він надав йому кімнати в палаці; нагородив різними абатствами та пріоратами; і постійно звертався до нього та вважав його своїм учителем у поезії. До того ж Карл IX не був поганим поетом. Однак цей королівський патронаж мав й неприємні сторони. Це викликало сильну неприязнь до Ронсара з боку гугенотів, які постійно писали проти нього пасквілі, намагалися (за допомогою абсурдного перебільшення Діонісійського свята в Аркейлі, яке влаштували друзі на честь успіху першої французької трагедії, Клеопатри Жоделя) зобразити його лібертином та атеїстом, і (що, здається, турбувало його більше за все) висунули його послідовника Дю Бартаса як його суперника. 
За власними словами, вони не обмежилися цією формою критики, але й намагалися його вбити. Протягом цього періоду Ронсар розпочав писати епічну поему Франсіаду (1572), твір, який ніколи не було завершено і який зазвичай вважають невдалим через віршування — десятискладовий метр рим у площині, що погано відповідає жанру епічної поезії. Метр (десятискладовик) неминуче контрастував на шкоду з чудовими олександрійськими віршами, які невдовзі створили Дю Бартас і Агріппа д'Обіньє; загальний план є слабко класичним, а сама мова має мало або взагалі нічого від тієї пікантної суміші вченості та любові до природної краси, яка характеризувала найкращі твори Плеяди. Поема ніколи не могла мати тривалого успіху, але під час її появи мала надзвичайно невдале становище - збіг з різнею у день святого Варфоломія, яка сталася приблизно за два тижні до її публікації. Одна партія у державі неодмінно мала б холодно поставитися до твору придворного улюбленця в такий момент, інша мала про щось інше думати. 
Смерть Карла мало що змінила у придворній прихильності, якою користувався Ронсар, але, у поєднанні з наростаючими недугами, здавалося, змусила його залишити придворне життя. Останні дні він здебільшого проводив у будинку, який мав у Вандомі, столиці своєї рідної провінції, в абатстві Круа-Валь у тій же місцевості або в Парижі, де зазвичай був гостем Жана Галлана, відомого вченого, у Колеж де Бонкур. Здається також, що в нього був власний міський будинок у передмісті Сен-Марсель. У будь-якому разі, його привілеї забезпечували йому цілком комфортне становище, і, здається, він не прагнув і не бажав жодного прибутку від своїх книг. Напівжартівлива пропозиція видавцям надати йому грошей на придбання дров для опалення натомість на його останню редакцію Повних творів — це єдиний слід будь-якого бажання такого роду. З іншого боку, він отримував не лише подарунки та пожалування від свого монарха, а й презенти від багатьох інших, включаючи Єлизавету I. Марія Стюарт писала йому зі свої в'язниці, а Тассо консультувався з ним щодо Визволеного Єрусалиму.

## Збереження і любов до рідної мови

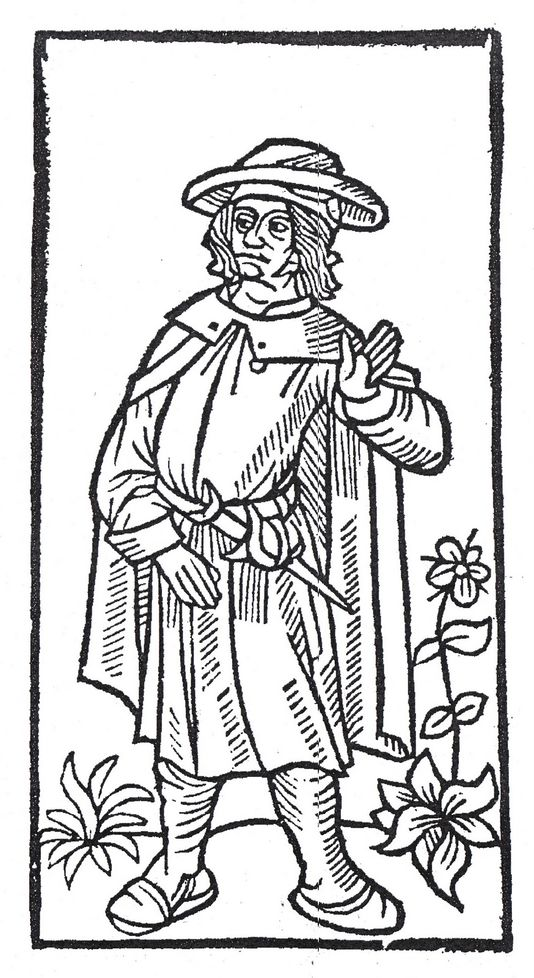
Постать поета Війона в книзі «Великий заповіт» 1489 року.

Франція завжди докладала чималих зусиль для збереження, збагачення і розвитку рідної мови і культури. До процесу залучився і П'єр де Ронсар. Разом з дю Белле він розробив план масштабної поетичної реформи, яку декларував Жоашен дю Белле в праці «Захист і уславлення французької мови».
У XVII ст. до збереження рідної мови залучився сам король, заснувавши Французьку академію.
Водночас література Франції стала дедалі більше поділятися на простонародну і надвірну. П'єр де Ронсар, Жоашен дю Белле якраз представники вченої і надвірної поезії, яку плекали при королівському дворі.
Зовсім інше крило поезії Франції уособлював Франсуа Війон (1431–1491), який не робив надвірної кар'єри і не був пов'язаний з аристократією Франції. Проте його творчий доробок не менший за внесок і реформи П'єра де Ронсара.

## Творчість
Ронсар залишив багату поетичну спадщину. Оспівував радість життя, кохання (збірки «Любовні вірші», 1552–53; «Продовження любовних віршів», 1555; цикли «Нове продовження любовних віршів», 1556; «Сонети до Єлени», 1578), писав вірші на громадянські, патріотичні, філософські теми (збірки «Оди», 1550–32; «Гімни», 1555–56). В «Роздумах про бідування цього часу» (1560–62), «Застереженні французькому народу» (1563) засуджував релігійні війни. Автор збірок «Елегії» (1565), мадригалів, епітафій. В останні роки життя працював над епічною поемою «Франсіада» (1572, незакінчено). Трактат Ронсара «Короткий виклад поетичного мистецтва» (1565) відіграв значну роль у формуванні французького класицизму.

## Українські переклади
Українською П'єра де Ронсара перекладали Микола Зеров, Максим Славинський, Микола Терещенко, Феофан Скляр (видав окремий том лірики Ронсара українською в 1977 році, видавництво «Дніпро», Київ), Ігор Качуровський, Дмитро Павличко, Іван Світличний (опубліковано 11 віршів, переклади робив в ув'язненні).
- Лірика / П'єр де Ронсар; пер. з фр. Ф. Скляра; вступ. ст. В. Коптілова.— К. : Дніпро, 1977. — 159 с.